# أوقستو ماكس
أوقستو ماكس (بالإسبانية: Augusto Max) هو لاعب كرة قدم أرجنتيني، ولد في 10 أغسطس 1992 في سان ميغيل دي توكومان في الأرجنتين. لعب مع كيلمس.

## وصلات خارجية
- أوقستو ماكس على موقع قاعدة بيانات كرة القدم.إي يو (الإنجليزية)
- أوقستو ماكس على موقع Soccerway.com (الإنجليزية)